# Мусига ди Сопра (Бреша)
Мусига ди Сопра је насеље у Италији у округу Бреша, региону Ломбардија.
Према процени из 2011. у насељу је живело 58 становника. Насеље се налази на надморској висини од 206 м.